# Мирджавадов, Агасалим Сейидахмед оглы
Агасалим Сейидахмед оглы Мирджавадов (11 апреля 1947, Баку, Азербайджанская ССР, СССР) — советский и азербайджанский футболист, футбольный тренер. Заслуженный тренер Азербайджана, кавалер ордена «Славы». Ныне — футбольный специалист.

## Карьера

### Клубная
Игровая карьера Мирджавадова пришлась на советский период. Долгие годы выступал в составе самого титулованного клуба Азербайджанской ССР — «Нефтчи» (Баку).

### Тренерская
Тренерскую карьеру начал в 1987 году, став у руля флагмана азербайджанского футбола — «Нефтчи» (Баку). Бакинцы тогда заняли девятое место в высшей лиге союзного первенства.
В 1994—1995 годах, в течение двух лет возглавлял также национальную сборную Азербайджана.

## Достижения

### В качестве тренера

#### Премьер-лига
- Будучи у руля азербайджанских клубов, 5 раз завоевывал титул чемпионов страны.[5][6]
- 1993 год — «Карабах» Агдам, чемпион Премьер-лиги Азербайджана.
- 1994 год — «Карабах» Агдам, серебряный призёр Премьер-лиги Азербайджана.
- 2000 год — «Шамкир», чемпион Премьер-лиги Азербайджана.
- 2001 год — «Шамкир», чемпион Премьер-лиги Азербайджана.
- 2005 год — «Нефтчи» (Баку), чемпион Премьер-лиги Азербайджана.[7]
- 2007 год — «Хазар-Ленкорань», чемпион Премьер-лиги Азербайджана.

#### Кубок Азербайджана
- 1993 год — «Карабах» Агдам, победитель.
- 1996 год — «Карабах» Агдам, финалист.
- 2007 год — «Хазар-Ленкорань», победитель.
- 2008 год — «Хазар-Ленкорань», победитель.
- 2010 год — «Хазар-Ленкорань», финалист.

#### Кубок Содружества
- 2005 год. Финалист Кубка чемпионов Содружества на посту ФК «Нефтчи» (Баку).[8]
- 2006 год. Победитель Кубка чемпионов Содружества на посту ФК «Нефтчи» (Баку).[9]
- 2008 год. Победитель Кубка Содружества стран СНГ и Балтии, «Хазар-Ленкорань».[10]

### Личные
- 2 мая 2008 года, указом президента Азербайджанской Республики Ильхама Алиева, за особые заслуги в развитии футбола страны, Агасалим Мирджавадов был награждён орденом «Славы»[11].
- 5 декабря 2008 года получил тренерский сертификат об окончании лицензионного курса категории А, который был выдан Ассоциацией Футбольных Федераций Азербайджана[12].
- 12 декабря 2018 года удостоен Персональной пенсии Президента Азербайджанской Республики[13].

## Интересные факты
- В 1995 и 2007 годах дважды совершал паломничество в Саудовскую Аравию, в священный для мусульман город — Мекку.[14]
- В декабре 2011 года здоровье Агасалима Мирджавадова ухудшилось. Ему была сделана операция на кишечнике в турецком городе Измир, после чего состояние заслуженного тренера Азербайджана нормализовалось[15].